# Angela Persson
Angela Persson, född 21 juni 1962, är en svensk före detta friidrottare (medeldistans) som tävlade för klubben IF Göta.

## Personliga rekord
- 800 meter - 2.04,36 (Stockholm 4 juli 1983)
- 1 000 meter - 2.49,44 (Stockholm 17 juli 1984)
- 1 500 meter - 4.25,6 (Karlstad 21 augusti 1979)